# Sirdar (U-Boot)
HMS Sirdar war ein U-Boot der britischen Royal Navy im Zweiten Weltkrieg und danach.

## Geschichte
Die Sirdar (Farsi: Befehlshaber) war ein Boot des dritten Bauloses der erfolgreichen S-Klasse. Dieses Baulos wird auch als Seraph-Klasse bezeichnet. Die Sirdar wurde am 24. April 1941 bei Scotts Shipbuilding and Engineering Company im westschottischen Greenock aufgelegt und lief am 26. März 1943 vom Stapel. Der Kriegsneubau wurde bei Vickers-Armstrong im nordwestenglischen Barrow-in-Furness komplettiert und am 20. September 1943 von der Royal Navy in Dienst gestellt.
Die Royal Navy setzte das U-Boot unter dem Kommando von Lt. J. A. Spender im Pazifikkrieg ein. Am 8. Juni 1944 versenkte die Sirdar in der Malakkastraße ein japanisches Segelschiff mit dem Deckgeschütz. Drei Tage später beschädigte sie nördlich von Sumatra (Niederländisch-Indien) ein japanisches Küstenmotorschiff. Die Sirdar versenkte vor der Westküste Siams am 18. Juli 1944 ein japanisches Segelschiff und am 21. Juli zwei Küstenmotorschiffe. Am 1. September 1944 versenkte sie nordwestlich von Sumatra eine kleine japanische Einheit. Am Folgetag wurde 17 Seemeilen südöstlich von Meulaboh (Sumatra) bei 3° 55′ N, 96° 20′ O das japanische Patrouillenboot Kaiyo Maru Nr. 5 (93 BRT) mit dem Deckgeschütz versenkt. Am 25. Dezember 1944 versenkte das Boot vor Surabaya (Java) eine japanische Einheit.
Die Sirdar wurde im Februar 1953 bei einem Unfall im Trockendock in Sheerness schwer beschädigt. Sie wurde am 31. Mai 1965 zur Verschrottung verkauft und im schottischen Bo’ness abgewrackt.